# Outwars
Outwars là trò chơi máy tính thuộc thể loại bắn súng góc nhìn thứ ba bối cảnh khoa học viễn tưởng do hãng SingleTrac phát triển và Microsoft phát hành vào năm 1998.

## Lối chơi
Trong phần chơi đơn, khi mặc vào người bộ giáp có động cơ đẩy bằng tên lửa (tên gọi là Light Scout, Medium Combat, Heavy Assault hay Heavy Dreadnaut), người chơi điều khiển một thành viên trang bị vũ khí nặng có thể là nam hoặc nữ thuộc đơn vị tinh nhuệ CDF Marine Jump Corps và phải chiến đấu người ngoài hành tinh có hình dạng côn trùng (đôi khi được gọi là "The Skulls") chỉ nhằm mục đích xâm chiếm thiên hà. Lối chơi đi theo hướng qua từng màn và người chơi có thể tùy chỉnh bộ giáp của mình cho phù hợp với vũ khí và trang bị khác nhau vào đầu mỗi màn chơi. Người chơi còn có thể ra lệnh cho một nhóm nhỏ các đồng đội do máy điều khiển. Cốt truyện trong game chủ yếu là chu du qua các hành tinh và bối cảnh khác nhau. Vũ khí và thiết bị sẽ dần dần được mở khóa trong quá trình chơi, như đôi cánh trượt gắn kèm bộ tên lửa và cho phép thao tác trên không được mở rộng khi người chơi triển khai.
Một tính năng khá lạ của Outwars là hai chân và thân mình có thể được điều khiển riêng biệt. Chức năng thêm này tuy có thể bị vô hiệu hóa bằng cách cấu hình lại phần điều khiển. Ngoài ra, như trong nhiều game bắn súng, người chơi có thể chuyển đổi giữa nhiều loại vũ khí. Outwars hoàn thành tính năng này trong một khởi hành từ định mức, nó có thể ánh xạ đến từng vũ khí sẵn có cho người chơi qua các phím cá nhân trên bàn phím hoặc cần điều khiển. Điều này cho phép người chơi khai hỏa cùng lúc thay vì liên tục như trong một game bắn súng truyền thống. (Ví dụ, vai gắn tên lửa hành trình, súng trường xung cầm tay và mìn điều khiển từ xa đều cả có thể được bắn cùng một lúc.)
Trò chơi còn có phần chơi qua mạng 8 người chơi cho phép người chơi cạnh tranh với và chống lại nhau trong các mục: Free for All (tự do), Assassin (ám sát), Smear the cyborg (hạ cyborg), Team War (đại chiến nhóm), Team Mission (nhiệm vụ nhóm) và Capture the flag (cướp cờ).

## Cốt truyện
Câu chuyện bắt đầu tại Thế giới của Mikhal đang bị đám sinh vật "The Skulls" tấn công. Chẳng mấy chốc mà bầy côn trùng này đã h tràn ngập khắp nơi và con người được lệnh di tản khẩn cấp. Người chơi có 02:00 phút để đến chỗ tàu đang đợi hoặc sẽ bị bỏ lại. Sau đó, người chơi bị rơi vào hành tinh Oasis và tham gia vào khóa huấn luyện tại đây. Nhưng khi mục tiêu huấn luyện đang trên đường đi thì bỗng "The Skulls" xuất hiện tấn công ngay tức khắc, đã buộc anh phải di tản ngay lập tức ra khỏi khu vực này. Chiến tranh bùng nổ trên toàn bộ hành tinh Oasis với phe loài người đang bị thiệt hại nặng. Nhóm của người chơi được gửi đi để lấy tất cả các nguồn tiếp tế từ Oasis (Trong sự trở lại màn chơi huấn luyện nhảy) và chuẩn bị dùng phi thuyền nhảy để di tản. Cuối cùng, một cuộc di tản toàn bộ được lệnh rời khỏi Oasis, nhưng người chơi từ chối rời khỏi cho đến khi lấy được "công nghệ đặc biệt" từ căn cứ quân sự bị bỏ lại trên Oasis. Ngay sau khi người chơi thoát kịp, Oasis bị một số công nghệ của người ngoài hành tinh tiêu diệt và theo lời Hackett, "đã biến nó thành một số loại hành tinh đến từ địa ngục".
Loài người dự định tiến hành một nỗ lực cuối cùng để tiêu diệt 'The Skulls', nhưng ưu tiên hàng đầu của họ giờ đây là phải bảo vệ hành tinh Anubis, nơi các thợ mỏ đã phát hiện ra điều gì đó trong các hầm mỏ. Không tìm thấy được người nào còn sống, nhưng người chơi được lệnh phải phá hủy các hầm mỏ và bất cứ điều gì có thể trong đó. Người chơi đã sớm phát hiện ra rằng: 'Skulls' đang sống dưới lòng đất, nhưng bị bệnh và mệt mỏi trước các mối đe dọa liên tục của những người thợ mỏ, chúng bèn ra ngoài diệt trừ tất cả con người khỏi sự tồn tại. Nhưng trong khi di chuyển qua các hầm mỏ, người chơi rơi xuống tận trong hang ổ của Skulls. Ngay chính nơi đây mà người chơi đã gặp 'Nữ hoàng' đầu tiên của anh ở cấp độ này, và sau khi đánh bại nó, CDF đã tìm thấy một lối thoát cho người chơi và anh buộc phải sơ tán ngay lập tức. Họ chuẩn bị gửi nhóm của người chơi vào thành trì hiện tại của đối phương, Juggernaut, nhưng bị phục kích trên đường đi.
Chiếc hạm Ulysses bị bắn hạ khiến người chơi bị bỏ rơi một cách tình cờ vào Ragnarok. Sau khi gặp gỡ với người sống sót khác, người chơi buộc phải tháo khẩu súng hơi của đối phương để giữ cho CDF giải cứu người chơi và đồng đội hiện tại của mình. Sau khi nó bị phá hủy, người chơi sẽ được gửi đến điều tra Ulysses để cứu viên chỉ huy Hackett, lấy dữ liệu lệnh từ anh ta và sau đó thì hỗ trợ các binh sĩ trong một cuộc chiến đấu tại khe núi. Nó đã quyết định rằng Ulysses là quá nguy hiểm để trụ vững được, do đó người chơi sẽ được gửi trở lại để tiêu diệt nó. Rồi sau đó người chơi rời khỏi Ragnarok, và lại tiếp tục sứ mệnh phá hủy Juggernaut. Đầu tiên họ chiếm được Mastermind để tìm ra những mã số cho các khóa bảo mật trên Juggernaut, và sau khi giết chết nữ hoàng thứ hai, người chơi lao ra khỏi Juggernaut trước khi nó phát nổ. Họ không may bị văng ra ngoài và Oasis (Bây giờ gọi là DeadWorld) đã được thành lập như là tổng hành dinh các hoạt động của 'The Skulls', và chúng được thiết lập để đánh bại nhân loại một lần và tất cả vì quê nhà đã bị tàn phá của họ - Trái đất. Một nỗ lực cuối cùng được tung ra nhằm vô hiệu hóa đòn tấn công của chúng và biến nó chống lại chúng, kết thúc mối đe dọa Skulls một lần và tất cả. Người chơi tìm cách vào bên trong nòng súng và chỉ nhận một số lượng thời gian hạn chế trước khi nó phát nổ. Trong khi vô hiệu hóa nòng súng thì bổng người chơi gặp được tên trùm của game - The King, con quái vật lớn nhất trong game (cao gấp 4 lần người chơi). Sau khi đánh bại nó, nó quay ra nói rằng ông là người điều khiển chính cho súng và nếu không có anh, Skulls sẽ bị tiêu diệt. Người chơi cho kích hoạt khẩu súng nhưng bắn mình ra khỏi vài giây trước khi hành tinh tự hủy diệt. Người chơi sau đó được trao một thông báo cuối cùng trước khi logo và credit xuất hiện: "Ở yên đó, Đội trưởng. Chúng tôi đến đón ngài đây."